# ميلوها
Meluḫḫa أو Melukhkha ( السومرية: 𒈨𒈛𒄩𒆠 Me-luḫ-ḫaKI) هو اسم سومري لشريك تجاري بارز لسومر خلال العصر البرونزي الأوسط. ولا يزال تحديد هويته محل تساؤل، لكن معظم العلماء يربطونه بحضارة وادي السند.

## أصل الكلمة
يُعرّف أسكو باربولا الدرافيديين الأوائل بثقافة هارابان وشعب الميلوهان المذكور في السجلات السومرية. في كتابه "فك رموز خط السند"، يذكر باربولا أن شعب براهوي في باكستان هم من بقايا ثقافة هارابان. ووفقًا له، فإن كلمة "ميلوها" مشتقة من الكلمتين الدرافيديتين "ميل" ("مرتفع") و "أكام" ("مكان"). كما يربط باربولا ميلوها ببلوشستان، التي يُطلق عليها "موطن الدرافيديين الأوائل". كما يربط ميلوها بالكلمة العابرة "مليتشا"، وهي كلمة فيدية تعني "بربري" استخدمها السكان الآريون الوافدون للإشارة إلى سكان هارابان الأصليين.
من الأدلة المحتملة الأخرى التي تشير إلى أن شعب ميلوها كان من سكان درافيديين بدائيين هو حقيقة أن زيت السمسم الذي يُعتقد أنه صدر إلى بلاد ما بين النهرين من قبل الهارابيين، كان يُعرف باسم إيلو في السومرية وإي ḷḷu في الأكدية. إحدى النظريات هي أن هذه الكلمات مشتقة من الكلمة الدرافيدية للسمسم (eḷḷ أو eḷḷu). ومع ذلك، فإن مايكل ويتزل، الذي يربط IVC بأسلاف متحدثي موندا، يقترح أصلًا بديلًا من الكلمة الباراموندية للسمسم البري: جار-تيلا. موندا هي لغة أسترو آسيوية.

## التجارة مع سومر
تشير النصوص السومرية مرارًا وتكرارًا إلى ثلاثة مراكز مهمة كانوا يتاجرون معها: ماجان ودلمون وملوحا. ويُقبل الآن أن يكون موقع ماجان السومري هو المنطقة التي تضم حاليًا الإمارات العربية المتحدة وسلطنة عمان. كانت دلمون حضارة في الخليج العربي كانت تتاجر مع حضارات بلاد ما بين النهرين. والإجماع العلمي الحالي هو أن دلمون شملت البحرين وجزيرة فيلكا والساحل المجاور لشرق شبه الجزيرة العربية في الخليج العربي.

### النقوش

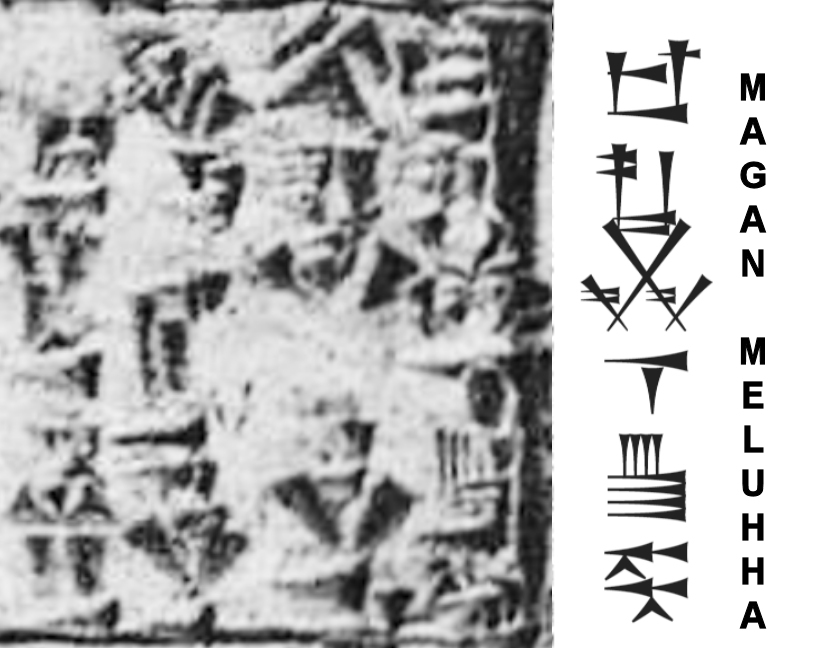
نقش أسطوانات كوديا A IX:19، يذكر غوديا عباداته في معبده: "سينزل ماجان وميلوها من جبالهما لحضور المعبد". تظهر كلمتا ماجان وميلوها عموديًا في العمود الأول على اليمين.

في إحدى النقوش، أشار سرجون الأكدي (2334-2279 قبل الميلاد) إلى السفن القادمة من ملوحة وماجان ودلمون. حفيده نارام سين (2254-2218 ق.م.) الذي أدرج الملوك المتمردين في حكمه، ذكر "(..) إبراء رجل ملوخا". في نقش، كوديا لجش (ق. 21st century BCE) يشير إلى الميلوهان الذين جاءوا إلى سومر لبيع غبار الذهب والعقيق وما إلى ذلك. في أسطوانات كوديا، يذكر كوديا أن:
"سأنشر في العالم الاحترام لمعبدي، وتحت اسمي سيجتمع الكون كله فيه، وسينزل ماجان وميلوها من جبالهما لحضور المعبد."— نقش الأسطوانة A، IX:19
في الأسطوانة ب، XIV، يذكر حصوله على "كتل من اللازورد والعقيق اللامع من ميلوها".
ذكرت ميلوها أيضًا في الأساطير الأسطورية مثل إنكي وننهورساج:
"أتمنى أن تحمل أرض ميلوها الأجنبية العقيق الثمين المرغوب فيه، وخشب "ميس" المثالي، وخشب "أبا" الجميل في سفن كبيرة لك"— Enki and Ninhursag
لا توجد أي إشارات معروفة إلى ميلوها بعد عام 1760 قبل الميلاد.

#### "كلب ميلوها"
في أحد نقوشه، يذكر إبي سين أنه تلقى كجزية من مارحاشي كلبًا أحمر اللون من نوع ميلوها:
"إيبي سين، إله بلاده، الملك العظيم، ملك أور وملك أرباع العالم الأربعة، كلبه المرقط ميلوخا، الذي أحضروه من مارخاشي كجزية، صنع نسخة منه، وأهداها له طوال حياته (نانا)."— Meluhha dog inscription of Inni-Sin.
المؤهل المستخدم لوصف الكلب هو 𒁱، والذي يمكن قراءته إما dar "أحمر" كصفة، أو gun3 "مرقط" كفعل لازم، وتختلف التفسيرات بناءً على هذين المعنيين المحتملين.
يُعتقد أن هذا "الكلب الأحمر" قد يكون كلبًا من نوع دول، ويُسمى أيضًا "الكلب الأحمر الآسيوي"، وهو نوع من الكلاب ذات اللون الأحمر موطنه جنوب وشرق آسيا.

#### مستعمرة ميلوهان التجارية في سومر
نحو نهاية العصر السومري، هناك العديد من الإشارات في النقوش إلى مستوطنة ميلوها في جنوب سومر بالقرب من مدينة الدولة كرسو. يبدو أن معظم الإشارات تعود إلى الإمبراطورية الأكدية وخاصة فترة أور الثالثة. حدد موقع المستوطنة مؤقتًا بمدينة جوبا. تشير الإشارات إلى "القوارب الكبيرة" في جوبا إلى أنها ربما كانت تعمل كمستعمرة تجارية كان لها في البداية اتصال مباشر مع ميلوها.
ويبدو أن التجارة المباشرة مع ميلوها قد تراجعت خلال فترة أور الثالثة، وحلت محلها التجارة مع دلمون، وهو ما يتوافق ربما مع نهاية الأنظمة الحضرية في وادي السند في ذلك الوقت تقريبًا.
- لوحة من فترة شولجي، تذكر قرية "ميلوها" في سومر. المتحف البريطاني، BM 17751. [31] تظهر كلمة "ميلوها"  في بداية الجانب الآخر (العمود الثاني، ١) في جملة "مخزن حبوب قرية ميلوها".[32][31]
- نسخة من اللوح BM 17751، مع كلمة "Meluhha" [31] العمود الثاني يكمل العمود الأول على الجانب الخلفي.

### التحف
عُثر على العديد من أختام وادي السند المكتوبة بخط هارابان في بلاد ما بين النهرين، وخاصة في أور وبابل وكيش. ومع ذلك، فإن السجل الأثري لوجود التجارة مع حضارة وادي السند في بلاد ما بين النهرين ضئيل. ووفقًا لأندرو روبنسون:
{{اقتباس فقرة
| 1 = من ناحية أخرى، لا توجد أدلة دامغة على تجارة نهر السند مع بلاد ما بين النهرين كما يتمنى علماء الآثار. يشير نيسن إلى "سجل أثري هزيل". فعلى سبيل المثال، لا يوجد سوى وزن واحد من نهر السند من أور، من أصل أربعة عشر وزنًا فقط من نهر السند عُثر عليها في بلاد ما بين النهرين، وإيران المجاورة (شوشان)، ومنطقة الخليج العربي. لم يعثر إلا على حوالي عشرين ختمًا من ختم نهر السند في بلاد ما بين النهرين منذ أقدم الاكتشافات، منها تسعة أختام يعود تاريخها إلى العصر الأكادى (2334-2154 قبل الميلاد) واثنان يعودان إلى سلالتي إيسن ولارسا (2000-1800 قبل الميلاد). عُثر على تمثال قرد آسيوي من العقيق الأحمر في حفريات أكروبوليس شوشان، ويرجع تاريخه إلى حوالي 2340-2100 قبل الميلاد. ويُعتقد أنه ربما استُورد من الهند. وهو الآن في متحف اللوفر، المرجع Sb5884.

### تجارة المواد البحرية
من بين السلع التجارية عالية الحجم الأخشاب والأخشاب المتخصصة، مثل خشب الأبنوس، التي استُخدمت السفن الكبيرة لاستخراجها. كما ظهرت سلع فاخرة، مثل اللازورد المستخرج من مستعمرة هارابان في شورتوجاي (بدخشان حاليًا في شمال أفغانستان). في ثمانينيات القرن العشرين، جرت اكتشافات أثرية مهمة إجريت في رأس الجنز (عمان)، الواقعة في أقصى نقطة شرق شبه الجزيرة العربية د، مما يدل على وجود اتصالات بحرية بين وادي السند وعمان والشرق الأوسط بشكل عام.

## الصراع مع الأكديين والسومريين الجدد
وفقًا لبعض الروايات عن الملك الأكدي ريموش، فقد حارب ضد قوات ميلوحا، في منطقة عيلام:
انتصر ريموش، ملك العالم، في معركة على أبلغمش، ملك باراشوم. وتجمعت زهراء وعيلام وجوبين وميلوخا في باراشوم للمعركة، لكنه (ريموش) انتصر وهزم 16212 رجلاً. وأسر 4216 أسيرًا. كما أسر إهمهسيني، ملك عيلام، وجميع نبلاء عيلام. وأسر سيداجاو، قائد باراخوم، وسارجابي، قائد زاهارا، بين مدينتي أوان وسوسة، على ضفاف النهر الأوسط. ثم بنى فوقهما تلة دفن في موقع المدينة. واقتلع أساسات باراخوم من بلاد عيلام، وهكذا حكم ريموس، ملك العالم، عيلام، كما أظهر الإله إنليل...— Inscription of Rimush
ذكر كوديا أيضًا في إحدى نقوشه انتصاره على أراضي ماجان وميلوها وعيلام وأمورو.

## التماهي مع وادي السند
يُشير معظم الباحثين إلى أن ميلوها هو الاسم السومري لحضارة وادي السند. يُعرّف الباحثان الفنلنديان أسكو وسيمو بربولا ميلوها (المتغير السابق ميلها-ها) من الوثائق السومرية القديمة بالكلمة الدرافيدية ميل أكام "المسكن المرتفع" أو "الأرض المرتفعة". وقد استُخرجت بالفعل العديد من السلع التجارية، مثل الخشب والمعادن والأحجار الكريمة، من المناطق الجبلية القريبة من مستوطنات وادي السند. ويزعمان أيضًا أن ميلوها هي أصل الكلمة السنسكريتية مليتشا، والتي تعني "بربري، أجنبي".
يبدو أن النصوص المبكرة، مثل نقش ريموش الذي يصف القتال ضد قوات ميلوها في منطقة عيلام حوالي عام 2200 قبل الميلاد، تشير إلى أن ميلوحا تقع إلى الشرق، مما يشير إلى وادي السند أو الهند. ومع ذلك، فإن النصوص اللاحقة كثيرًا، مثل أسطوانة رسام التي توثق المغامرات العسكرية للملك آشور بانيبال ملك آشور (668-627 قبل الميلاد)، بعد فترة طويلة من توقف حضارة وادي السند عن الوجود، يبدو أنها تشير إلى أن ميلوها تقع في إفريقيا، في منطقة مصر.
هناك أدلة أثرية كافية على التجارة بين بلاد ما بين النهرين وشبه القارة الهندية. من الواضح أن آثار أختام طينية من مدينة هارابا في وادي السند كانت تُستخدم لختم حزم البضائع، كما تشهد على ذلك آثار أختام طينية تحمل علامات حبال أو أكياس على ظهرها. وقد عُثر على عدد من هذه الأختام الهندية في أور ومواقع أخرى في بلاد ما بين النهرين.
إن أسلوب الخليج الفارسي المتمثل في الأختام الدائرية المختومة بدلاً من الأختام الملفوفة، والمعروف أيضًا من دلمون، والذي يظهر في لوتهال في ولاية كجرات الهندية وجزيرة فيلكا (الكويت)، وكذلك في بلاد ما بين النهرين، هو دليل مقنع على شبكة التجارة البحرية طويلة المدى، والتي أطلق عليها جي إل بوسيل "مجال التفاعل الآسيوي الأوسط". ما تتكون منه التجارة أقل تأكيدًا: الأخشاب والأخشاب الثمينة والعاج واللازورد والذهب والسلع الفاخرة مثل العقيق والخرز الحجري المزجج واللؤلؤ من الخليج الفارسي وترصيعات الأصداف والعظام، كانت من بين البضائع المرسلة إلى بلاد ما بين النهرين في مقابل الفضة والقصدير والمنسوجات الصوفية، وربما النفط والحبوب وغيرها من الأطعمة. ربما تبادلوا سبائك النحاس، والبتومين بالتأكيد، والتي توجد بشكل طبيعي في بلاد ما بين النهرين، مقابل المنسوجات القطنية والدجاج، وهي المنتجات الرئيسية لمنطقة السند والتي ليست أصلية في بلاد ما بين النهرين - وقد إثبتت كل هذه الحالات.

## "ميلوها" كما كانت تُعرف في السابق باسم مروي، في القرنين الرابع عشر والثاني قبل الميلاد
تظهر ميلوها في رسائل العماراتنا، كمكان في كوش/النوبة، بالقرب من مصر (EA70، EA95، EA108، EA112، EA117، EA132، EA133).
في العصرين الآشوري والهلنستي، استمرت النصوص المسمارية في استخدام (أو إحياء) أسماء الأماكن القديمة، مما أعطى إحساسًا مصطنعًا ربما بالاستمرارية بين الأحداث المعاصرة وأحداث الماضي البعيد. على سبيل المثال، يشار إلى ميديا باسم "أرض الجوتيين"، وهم شعب كان بارزًا حوالي عام 2000 قبل الميلاد.
تظهر ميلوها أيضًا في هذه النصوص، في سياقات تُشير إلى أن "ملوحا" و"مجان" كانتا مملكتين مجاورتين لمصر. في أسطوانة رسام، كتب آشور بانيبال عن مسيرته الأولى نحو مصر: "في حملتي الأولى، زحفتُ ضد ماجان وميلوها، وطهارقة، ملك مصر وكوش ("مملكة كوش"، أي النوبة)، الذين هزمهم أسرحدون، ملك آشور، أبي الذي أنجبني، وأخضع أرضهم لسلطانه." في هذا السياق، فُسِّرت "مجان" على أنها "ملوحا" (الاسم القديم لمصر) و"ملوحا" على أنها "مروي" (عاصمة النوبة).
في العصر الهلنستي، كان المصطلح يستخدم قديمًا للإشارة إلى مصر البطلمية، كما هو الحال في رواية مهرجان يحتفل باختتام الحرب السورية السادسة، أو في إشارة إلى حملات أنطيوخوس الرابع إبيفانيس في مصر ("سار أنطيوخس الملك منتصراً عبر مدن ميلوحة").
لا تعني هذه الإشارات بالضرورة أن الإشارات المبكرة إلى ملوحا كانت تشير أيضًا إلى مصر. فقد توقفت الاتصالات المباشرة بين سومر ووادي السند حتى خلال مرحلة هرابان الناضجة عندما أصبحت عُمان والبحرين (مجان ودلمون) وسيطين. وبعد نهب أور على يد العيلاميين والغزوات اللاحقة في سومر، تحولت تجارتها واتصالاتها غربًا، وأصبحت ملوحا تقريبًا في الذاكرة الأسطورية. إن ظهور الاسم من جديد قد يعكس ببساطة الذاكرة الثقافية لأرض غنية وبعيدة، حيث كان استخدامه في سجلات الحملات العسكرية الأخمينية والسلوقية بمثابة تعظيم لهؤلاء الملوك. وكان هذا النوع من إعادة نسب المصطلحات الجغرافية القديمة حدثًا منتظمًا خلال الألفية الأولى قبل الميلاد.

## الحكام
- (..)إبرا (بين 2300 ق.م – 2200 ق.م)، ربما كانت معاصرة لنارام سين الأكدي.

## روابط خارجية
- ميلوها وأغاستيا: ألفا وأوميجا في نص السند بقلم إيراڤاثام ماهاديفان